# Seleção Colombiana de Voleibol Feminino
A Seleção Colombiana de Voleibol Feminino é uma equipe sul-americana composta pelas melhores jogadoras de voleibol da Colômbia. A equipe é mantida pela Federação Colombiana de Voleibol (em espanhol: Federación Colombiana de Voleibol). Atualmente, encontra-se na 19ª posição do ranking mundial da FIVB (Federação Internacional de Voleibol), na categoria adulta (seniores), segundo dados atualizados em fevereiro de 2020.
No período recente, a Colômbia tem-se destacado como uma seleção em crescimento notável, disputando o status de segunda força sul-americana com o Peru e a Argentina, além de fazer jogos acirrados com seleções mais fortes, como a República Dominicana. Além de peruanas e argentinas, o seu nível atual é equivalente ao das porto-riquenhas e canadenses, já tendo superado venezuelanas, cubanas e mexicanas.
Em 2018, disputou a Challenger Cup, tendo conquistado a medalha de prata, sendo esse o seu principal destaque a nível mundial. Em 2019, as colombianas voltaram a disputar uma edição dos Jogos Pan-Americanos,  algo que não ocorria desde Cali-1971. Comandadas pelo técnico brasileiro Antonio Rizola, a jovem e motivada equipe fez história ao conquistar a sua primeira medalha (de prata) no torneio de voleibol feminino.

## História

### Início
Em 1938, quatro ligas provincianas de voleibol uniram-se para criar a Associação Colombiana de Voleibol, primeira instituição responsável por administrar a prática do esporte a nível nacional. Em 1955, transformou-se na atual Federação Colombiana de Voleibol, tendo-se associado à Federação Internacional de Voleibol.
Comparada a países como Brasil, Peru, Argentina, Venezuela, e até mesmo Chile e Uruguai, a Colômbia iniciou a sua trajetória internacional tardiamente. Foi apenas em 1969, no VIII Campeonato Sul-Americano de Voleibol Feminino, realizado em Caracas, que as colombianas estrearam, tendo finalizado na sexta, e última, colocação. Nas duas edições seguintes (em 1971 e 1973), finalizaram em sétimo. Ausentaram-se por dez anos, até retornarem em 1983, quando finalizaram na quinta posição.
Durante as décadas de 1980, 1990 e 2000, as colombianas tiveram resultados modestos, tendo ocupado o quarto lugar em três ocasiões (em 1985, 1993 e 2003) e conquistado o bronze em 1991, sendo esta a sua primeira medalha na competição.

### 2009 - 2019: a década da construção
Em 2009, a Colômbia iniciou uma nova trajetória na sua história, no que se pode considerar a gênese da sua ascensão a nível continental. Após ter finalizado na quarta posição durante três edições consecutivas do Campeonato Sul-Americano (2009, 2011 e 2013), assumindo o status de terceira força - o qual pertencia à Venezuela -, as colombianas voltaram a conquistar uma medalha (de bronze) na edição de 2015, disputada em Cartagena.
Ainda em 2015, sob liderança do argentino Eduardo Gillaume, a Colômbia teve a oportunidade de participar pela primeira vez de uma competição a nível mundial: o extinto Grand Prix de Voleibol; algo que se repetiu nas duas edições seguintes, tendo finalizado em 23º, 24º e 19º, respectivamente, nas três oportunidades que teve. Após uma temporada frustrante, e tendo fracasso na conquista da vaga sul-americana para as Olimpíadas de 2016, o técnico argentino trocou a Colômbia pelo Chile.
Em janeiro de 2017, o técnico brasileiro Antonio Rizola assumiu a seleção colombiana trazendo um novo estilo de jogo. Foi em Cali, nesse mesmo ano, que a Colômbia entrou de vez na disputada com o Peru e a Argentina pelo status de segunda força do voleibol feminino na América do Sul, quando conquistou a sua primeira medalha de prata no Campeonato Sul-Americano (terceira no geral).
Em 2018, as colombianas voltaram a medalhar em três competições: ouro nos Jogos Sul-Americanos de Cochabamba, prata nos Jogos Centro-Americanos e do Caribe e prata na Challenger Cup. Esta é, até o período atual, o seu maior destaque a nível mundial; na ocasião, as colombianas foram superadas pela Bulgária, em um duelo que terminou em 3 set a 1 a favor das europeias.
O sexteto colombiano mostrou em 2019 que o trabalho de Rizola trouxera ao país uma nova qualidade de jogo, atraindo elogios de rivais pelo rápido crescimento a nível continental obtido. Na Copa Pan-Americana, conquistou a sua primeira medalha (de bronze), e na sua segunda oportunidade de disputar uma edição dos Jogos Pan-Americanos, as colombianas fizeram história; eliminaram as brasileiras na semi-final e garantiram a prata, após uma acirrada disputa de quatro sets contra as dominicanas. Finalizou a temporada com mais uma medalha de prata, conquistada no Campeonato Sul-Americano, após derrota em sets corridos contra o Brasil.

## Títulos e campanhas de destaque
| Organizador | Competição                          | Medalha de ouro | Medalha de prata | Medalha de bronze | Total |
| FIVB        | Challenger Cup                      | 0               | 1                | 1                 | 2     |
| CSV         | Campeonato Sul-Americano            | 0               | 3                | 2                 | 5     |
| UPV         | Copa Pan-Americana                  | 0               | 0                | 1                 | 1     |
| ODEPA       | Jogos Pan-Americanos                | 0               | 1                | 0                 | 1     |
| ODESUL      | Jogos Sul-Americanos                | 1               | 0                | 0                 | 1     |
| ODECABE     | Jogos Centro-Americanos e do Caribe | 0               | 1                | 0                 | 1     |
| ODEBO       | Jogos Bolivarianos                  | 1               | 1                | 3                 | 5     |

### Categorias de base
| Organizador | Competição                      | Medalha de ouro | Medalha de prata | Medalha de bronze | Total |
| CSV         | Campeonato Sul-Americano Sub-23 | 0               | 2                | 0                 | 2     |
| CSV         | Campeonato Sul-Americano Sub-20 | 0               | 0                | 2                 | 2     |
| UPV         | Copa Pan-Americana Sub-23       | 0               | 1                | 0                 | 1     |
| UPV         | Copa Pan-Americana Sub-20       | 0               | 0                | 1                 | 1     |
| UPV         | Copa Pan-Americana Sub-18       | 1               | 0                | 0                 | 1     |

## Equipe atual
- Técnico:  Antonio Rizola

## Jogadoras notáveis
- Cindy Ramírez
- Kenny Moreno
- Madelaynne Montaño
- Paola Ampudia

## MVPs
- Diana Arrechea no Campeonato Sul-Americano de Voleibol Feminino Sub-20 de 2012
- Camila Gómez na Copa Latina de 2013
- Madelaynne Montaño no Campeonato Sul-Americano de Voleibol Feminino de 2013
- María Alejandra Marín no Campeonato Sul-Americano de Voleibol Feminino Sub-23 de 2016
- Valerin Carabali na Copa Pan-Americana de Voleibol Feminino Sub-18 de 2017